# 文京区職員労働組合
文京区職員労働組合（ぶんきょうくしょくいんろうどうくみあい、略称：文京区職労）は、文京区役所の職員で組織する日本の労働組合（職員団体）である。

## 概要
文京区役所の一般職員で組織し、本部を文京区役所内に置く。上部団体は全労連に加盟する日本自治体労働組合総連合（自治労連）、文京区労働組合協議会（文京区労協）に加盟し、自治労連の地方組織である東京自治労連および文京区労協を通じて全労連のローカルセンターである東京地評に加盟するが、それらとは別に全国労働組合連絡協議会（全労協）にも加盟している。また、文京区役所の非常勤やパート職員を中心に組織する公共一般文京支部とは協力関係にある。